# Rudabánya
Rudabánya é uma cidade da Hungria, situada no condado de Borsod-Abaúj-Zemplén. Tem 16,46 km² de área e sua população em 2019 foi estimada em 2.502 habitantes.